# CFU Club Championship 2020
De CFU Club Championship 2020 is de 22ste editie van de CFU Club Championship, het jaarlijkse voetbaltoernooi voor clubs uit de Caraïben die aangesloten zijn bij de Caraïbische Voetbalunie, een sub-confederatie van de CONCACAF. Het toernooi stond gepland van 29 januari tot en met 10 mei 2020 , maar op 3 april 2020 is het toernooi voor onbepaalde tijd uitgesteld vanwege de uitbraak van het coronavirus.
De winnaar plaatst zich voor de CONCACAF Champions League 2021, terwijl de nummers 2 en 3 zich kwalificeren voor de CONCACAF League 2020. De nummer 4 speelt een wedstrijd tegen de winnaar van de Caribbean Club Shield om het laatste ticket voor de CONCACAF League 2020.

## Deelnemende teams
| Land                   | Team                  | Reden van kwalificatie                                                            |
| ---------------------- | --------------------- | --------------------------------------------------------------------------------- |
| Dominicaanse Republiek | Club Atlético Pantoja | Winnaar 2019 Liga Dominicana de Fútbol grand final                                |
| Dominicaanse Republiek | Cibao                 | Beste team nog niet gekwalificeerd 2019 Liga Dominicana de Fútbol aggregate table |
| Haïti                  | Arcahaie              | Winnaar 2019 Ligue Haïtienne Série d'Ouverture                                    |
| Haïti                  | Don Bosco             | Winnaar 2018 Ligue Haïtienne Série de Clôture                                     |
| Jamaica                | Portmore United       | Winnaar 2018–19 National Premier League                                           |
| Jamaica                | Waterhouse            | Nummer 22018–19 National Premier League                                           |

Landen die niet mochten deelnemen
- Trinidad en Tobago

## Groepsfase
De loting voor de groepsfase vond plaats op 4 december 2019 om 10:00 (UTC−5), op het hoofdkantoor van de CONCACAF in Miami, Verenigde Staten.

### Groep A
| Pos | Team              | Wed | W | G | V | Ptn | DV | DT | +/− | Kwalificatie |
| --- | ----------------- | --- | - | - | - | --- | -- | -- | --- | ------------ |
| 1   | Waterhouse FC (G) | 2   | 1 | 1 | 0 | 4   | 3  | 0  | +3  | Eindfase     |
| 2   | Cibao FC          | 2   | 0 | 2 | 0 | 2   | 1  | 1  | 0   | Eindfase     |
| 3   | Don Bosco FC      | 2   | 0 | 1 | 1 | 1   | 1  | 4  | −3  |              |

|                       |            |     |       |                                                                                          |
| 29 januari 2020 19:00 | Waterhouse | 0–0 | Cibao | Anthony Spaulding Sports Complex, Kingston Scheidsrechter: Ben Whitty ( Kaaimaneilanden) |
| 29 januari 2020 19:00 |            |     |       | Anthony Spaulding Sports Complex, Kingston Scheidsrechter: Ben Whitty ( Kaaimaneilanden) |

|                       |           |     |                  |                                                                                               |
| 31 januari 2020 15:00 | Cibao     | 1–1 | Don Bosco        | Anthony Spaulding Sports Complex, Kingston Scheidsrechter: Rubiel Vazquez ( Verenigde Staten) |
| 31 januari 2020 15:00 | Marisi 7' |     | Aciar 62' (e.d.) | Anthony Spaulding Sports Complex, Kingston Scheidsrechter: Rubiel Vazquez ( Verenigde Staten) |

|                       |                              |     |           |                                            |
| 2 februari 2020 18:00 | Waterhouse                   | 3–0 | Don Bosco | Anthony Spaulding Sports Complex, Kingston |
| 2 februari 2020 18:00 | Thomas 17', 65' Williams 37' |     |           | Anthony Spaulding Sports Complex, Kingston |

### Groep B
| Pos | Team                   | Wed | W | G | V | Ptn | DV | DT | +/− | Kwalificatie |
| --- | ---------------------- | --- | - | - | - | --- | -- | -- | --- | ------------ |
| 1   | Club Atlético Pantoja  | 2   | 2 | 0 | 0 | 6   | 6  | 0  | +6  | Eindfase     |
| 2   | Arcahaie FC            | 2   | 1 | 0 | 1 | 3   | 1  | 2  | −1  | Eindfase     |
| 3   | Portmore United FC (G) | 2   | 0 | 0 | 2 | 0   | 0  | 5  | −5  |              |

|                       |                 |                                         |                       |                                            |
| 5 februari 2020 19:00 | Portmore United | 0-4                                     | Club Atlético Pantoja | Anthony Spaulding Sports Complex, Kingston |
| 5 februari 2020 19:00 |                 | Saint-Vil 4', 82' Ozuna 37' Espinal 90' |                       | Anthony Spaulding Sports Complex, Kingston |

|                       |                                   |     |          |                                            |
| 7 februari 2020 15:00 | Club Atlético Pantoja             | 2-0 | Arcahaie | Anthony Spaulding Sports Complex, Kingston |
| 7 februari 2020 15:00 | - Saint-Vil 80' (pen.) Ossa 90+4' |     |          | Anthony Spaulding Sports Complex, Kingston |

|                       |                 |            |          |                                            |
| 9 februari 2020 18:00 | Portmore United | 0-1        | Arcahaie | Anthony Spaulding Sports Complex, Kingston |
| 9 februari 2020 18:00 |                 | Beldor 85' |          | Anthony Spaulding Sports Complex, Kingston |

## Eindfase

### Halve finales
|     |            |  |             |                                               |
| nnb | Waterhouse |  | Arcahaie FC | Estadio Olímpico Félix Sánchez, Santo Domingo |
| nnb |            |  |             | Estadio Olímpico Félix Sánchez, Santo Domingo |

|     |                       |  |       |                                               |
| nnb | Club Atlético Pantoja |  | Cibao | Estadio Olímpico Félix Sánchez, Santo Domingo |
| nnb |                       |  |       | Estadio Olímpico Félix Sánchez, Santo Domingo |

### Wedstrijd om 3e plaats
Winnaar naar CONCACAF League 2020. verliezer naar CONCACAF League play-off.
|     |                |  |                |                                               |
| nnb | Verliezer HF 1 |  | Verliezer HF 2 | Estadio Olímpico Félix Sánchez, Santo Domingo |
| nnb |                |  |                | Estadio Olímpico Félix Sánchez, Santo Domingo |

### Finale
Winnaar kwalificeert zich voor de CONCACAF Champions League 2021. Verliezer naar CONCACAF League 2020
|     |              |  |              |                                               |
| nnb | Winnaar HF 1 |  | Winnaar HF 2 | Estadio Olímpico Félix Sánchez, Santo Domingo |
| nnb |              |  |              | Estadio Olímpico Félix Sánchez, Santo Domingo |

## CONCACAF League playoff
|             |                                      |  |                                     |  |
| 13 mei 2020 | 4e plaats CFU Club Championship 2020 |  | Winnaars Caribbean Club Shield 2020 |  |
| 13 mei 2020 |                                      |  |                                     |  |